# ウジェーヌ・ラールマンス
ウジェーヌ・ラールマンス（Eugène Jules Joseph Laermans、1864年10月22日 - 1940年2月22日）はベルギーの画家である。

## 略歴
ブリュッセル首都圏地域、シント＝ヤンス＝モーレンベークの富裕な家に生まれた。11歳の時、髄膜炎を患い、聴覚に障害を負った。読書や絵を描くことに楽しみを見出し、1876年からモーレンベークの美術学校で絵の教育を受け、1887年にブリュッセル王立美術アカデミーに入学した。当時人気のあった象徴主義の画家、イラストレーターのフェリシアン・ロップスやロップスが挿絵を描いた詩人のシャルル・ボードレールの文学に憧れた時代があったが、貧しい人々などの社会的なテーマで描くようになり、「表現主義」のスタイルも取り入れた。1894年にブリュッセルで開かれた第1回の「La Libre Esthétique（自由美学）」の展覧会に出展し注目され、1899年にはスカールベークの美術館、メゾン・ダート(Maison d'Art) でラールマンスの個展が開かれた。
美術を通じて、孤立から解放され、会話は不自由であったが作家、美術評論家のピエロン(Sander Pierron)と友人となり、短期間、ブリュッセルのカフェ、La Patte de Dindonに集まって、モデルを描いて楽しむグループのメンバーにもなった。1922年にベルギー王立科学・文学・美術アカデミー(Académie royale des sciences, des lettres et des beaux-arts de Belgique)の会員に選ばれた。45歳になって、視力にも障害が出るようになり1924年に絵を描くことを止め、翌年、引退をつげる展覧会を開いた。1927年に母親を亡くしたが、その年、国王アルベール1世から、有名な画家、ジェームズ・アンソールとともに男爵の地位を与えられた。その後も視力は悪化し、社会的な活動から離れ、忘れられた存在になっていった。
1940年にブリュッセルで死去した。

## 作品

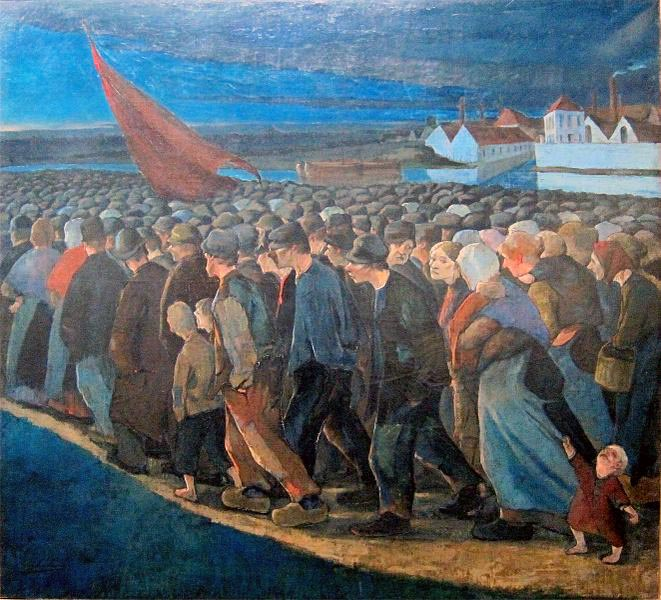
「ストライキの夜、赤旗」(1893)
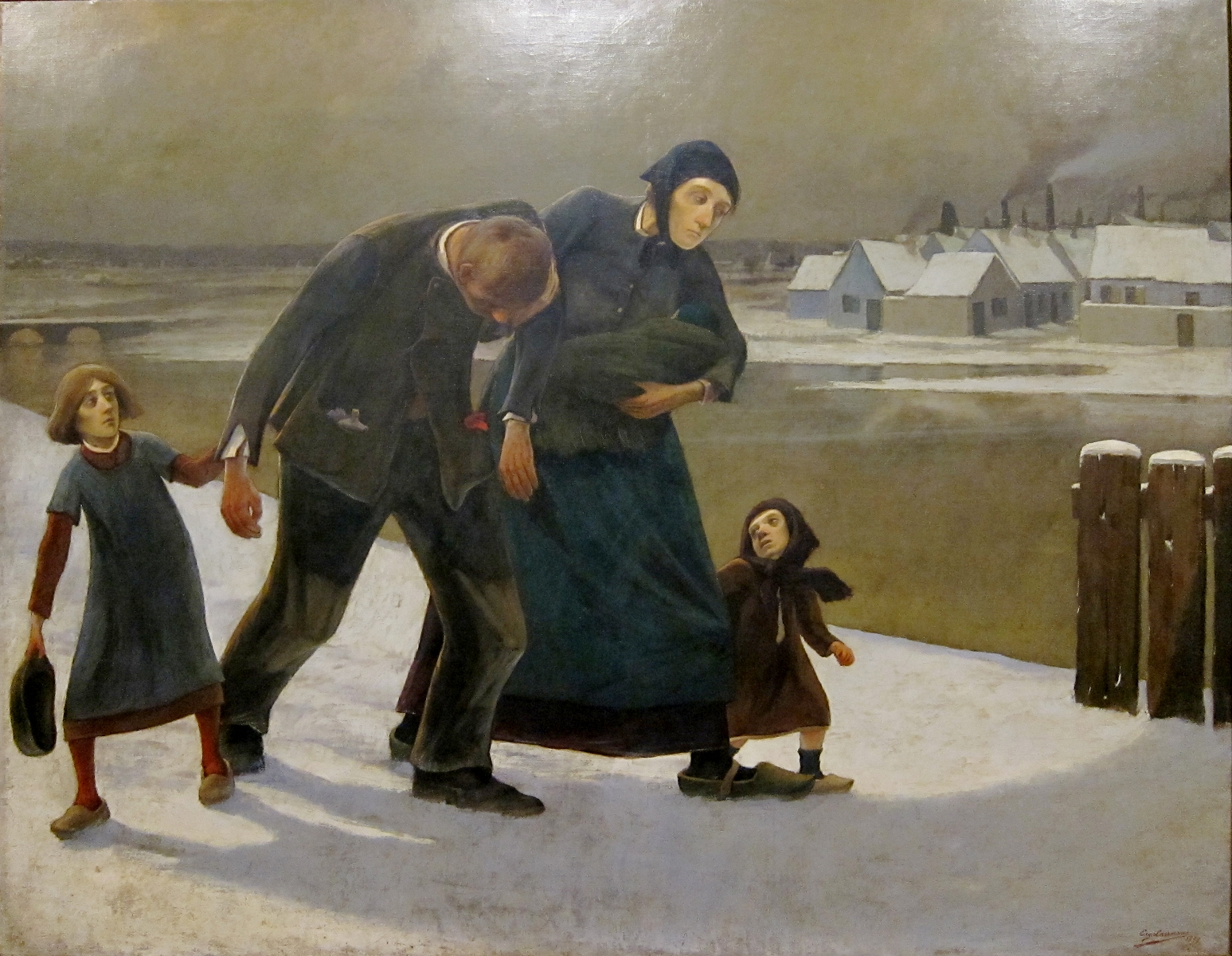
「酔っ払い」（1898）
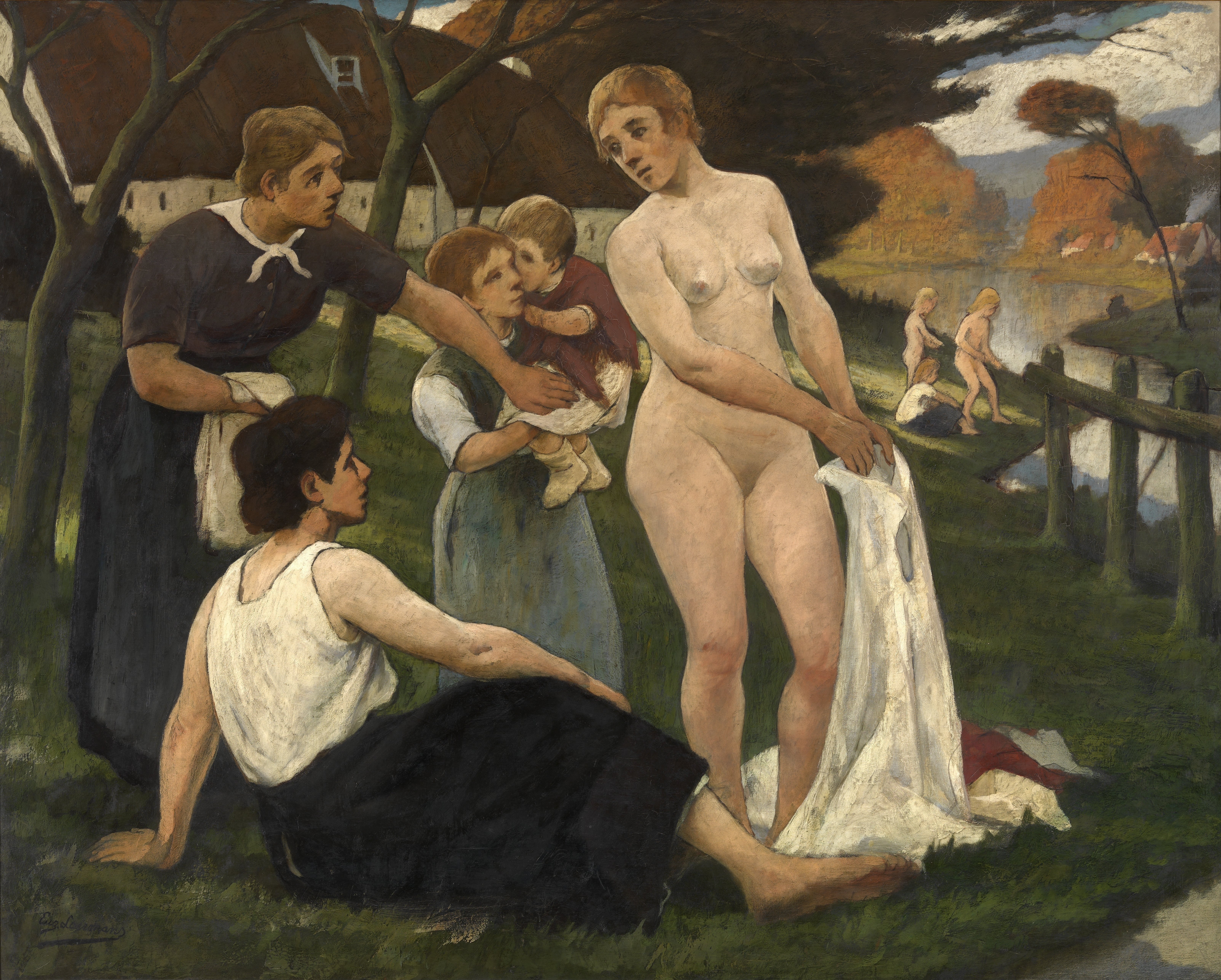
Oasis
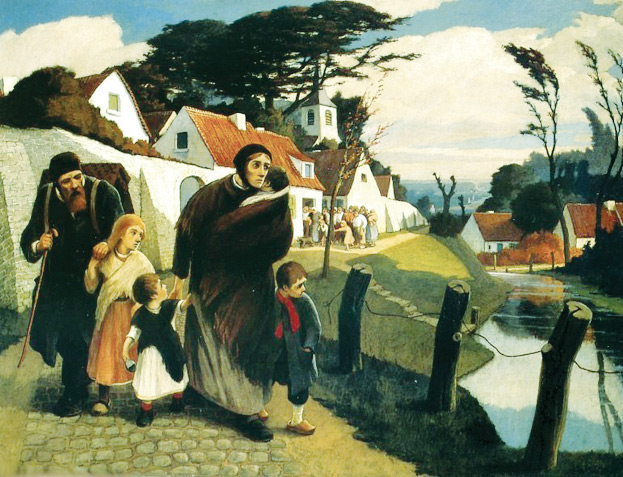
Les intrus(1903)
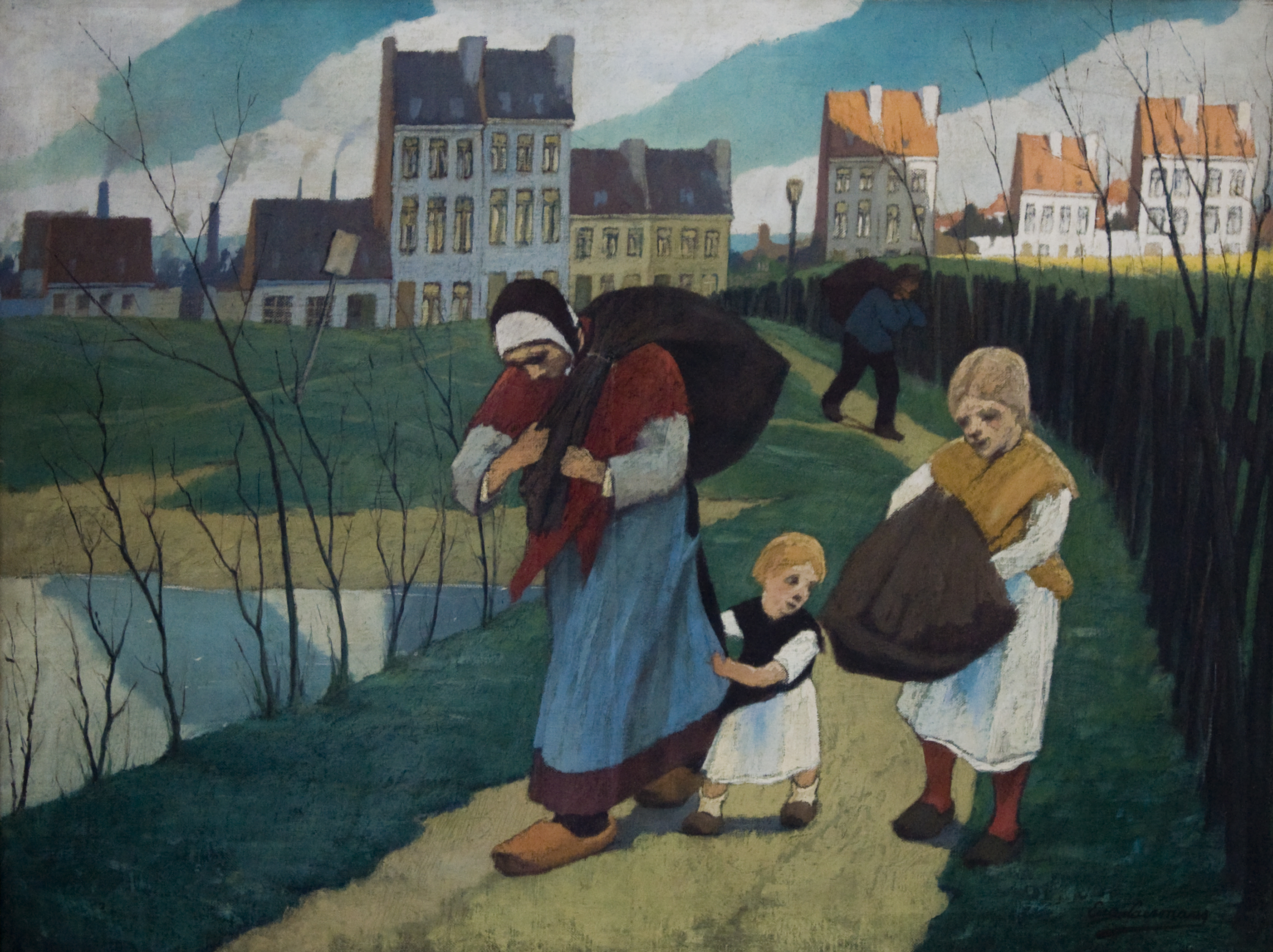
屑拾い (1914)
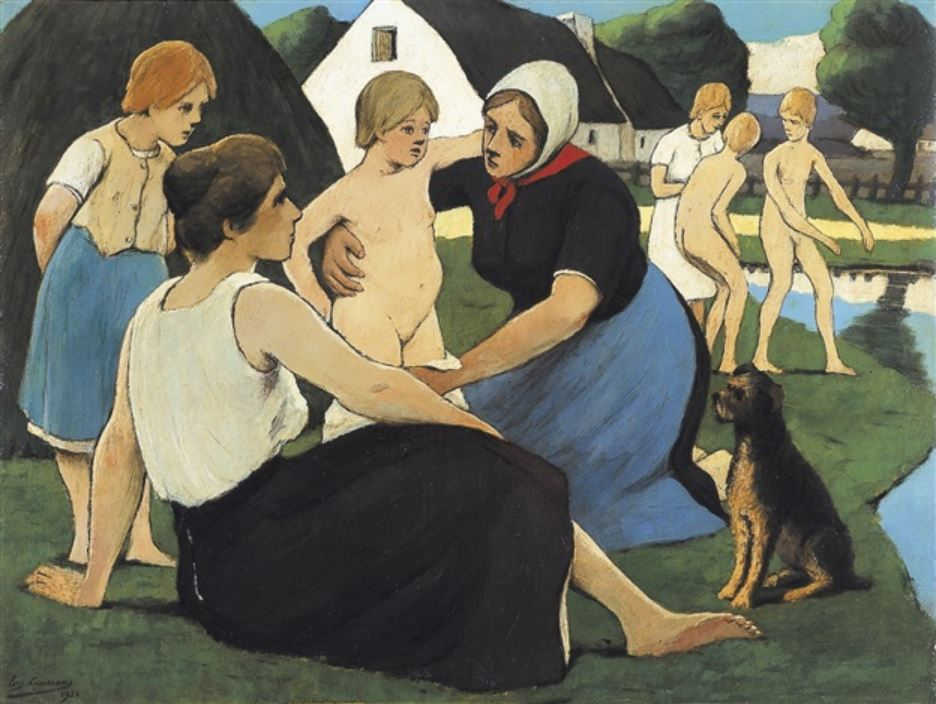
「夏」(1920)